# Château de Kamenz
Le château de Kamenz (en polonais : pałac w Kamieńcu Ząbkowickim) est un château situé à Kamieniec Ząbkowicki (en allemand : Kamenz) à une soixantaine de kilomètres de Wroclaw, dans la voïvodie de Basse-Silésie, en Pologne. Construit dans le style néogothique, sur les plans de Karl Friedrich Schinkel, il fut la résidence de Marianne d'Orange-Nassau et de son mari le prince Albert de Prusse. 

## Histoire

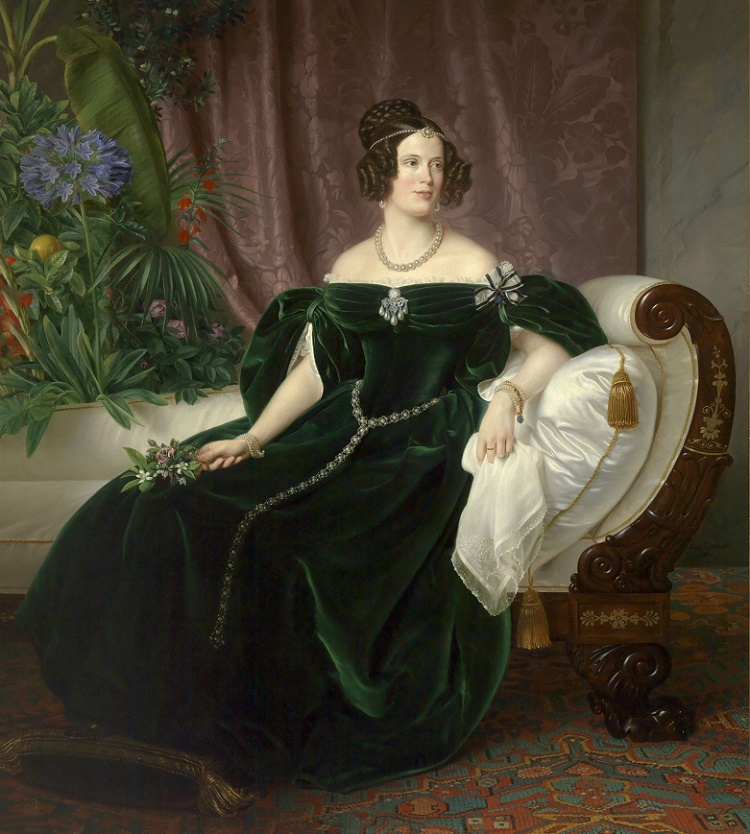
Marianne d'Orange-Nassau, portrait par Theodor Hildebrandt (1837).

La princesse Wilhelmine de Prusse, sœur cadette du roi Frédéric-Guillaume III et future reine consort des Pays-Bas, achète en 1812 le domaine de l'ancienne abbaye de Kamenz en Silésie, sécularisée auparavant par son frère. Sa fille, la princesse Marianne d'Orange-Nassau, l'a reçu en dot lors de son mariage avec son cousin le prince Albert de Prusse en 1830 et elle confia à l'architecte Karl Friedrich Schinkel la mission de construire un nouveau château au-dessus de Kamenz. 
En avril 1838, Schinkel s'est rendu au terrain et il optait pour un bâtiment de style néogothique inspiré par le gothique de brique du Nord de l'Europe, notamment la forteresse teutonique de Marienbourg. La pose de la première pierre a eu lieu le 15 octobre 1838. Le château se présente sous la forme d'un grand quadrilatère crénelé avec quatre tours à ses angles. 
Après la divorce de Marianne avec le prince Albert (à la suite de son affaire avec Rosalie von Rauch), en 1849, elle demeure au château de Reinhartshausen dans le duché de Nassau. De 1858 à 1868 est aménagé le parc du château, dans une structure de terrasses, selon le projet de Peter Joseph Lenné ; le jardin était surtout connu pour la culture du pommier domestique Prince Albert de Prusse. L'imposant château de Kamenz reste dans la possession des Hohenzollern, jusqu'à l'occupation par l'Armée rouge en 1945. Le bâtiment a été pillé puis incendié. Après la conférence de Potsdam, la Silésie est donnée à la république de Pologne et ses habitants allemands sont expulsés.
En 1995 a commencé la reconstruction du château sur une initiative privée ; les travaux partiels de restauration se poursuivent jusqu'à présent.

## Galerie

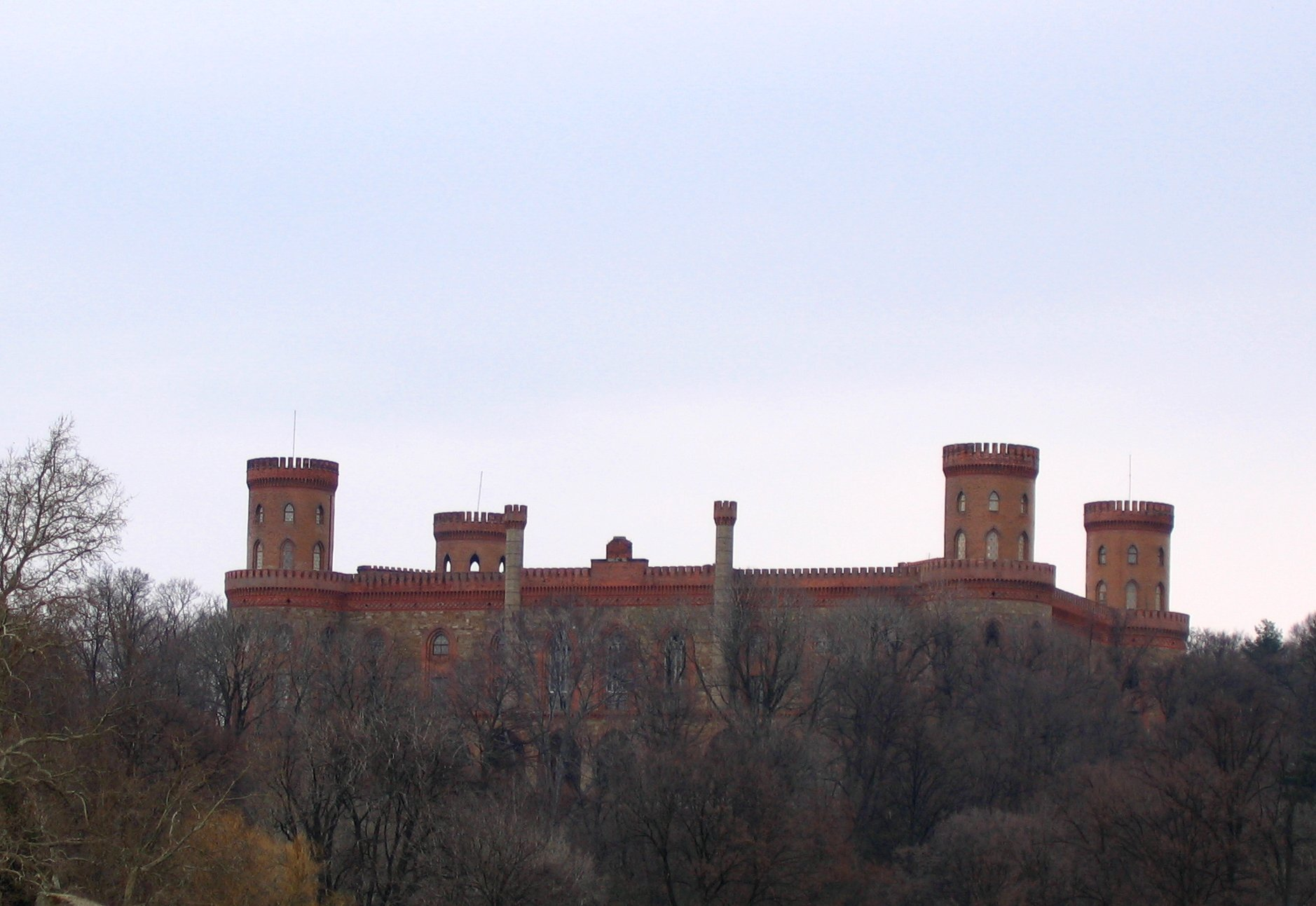
Vue du château
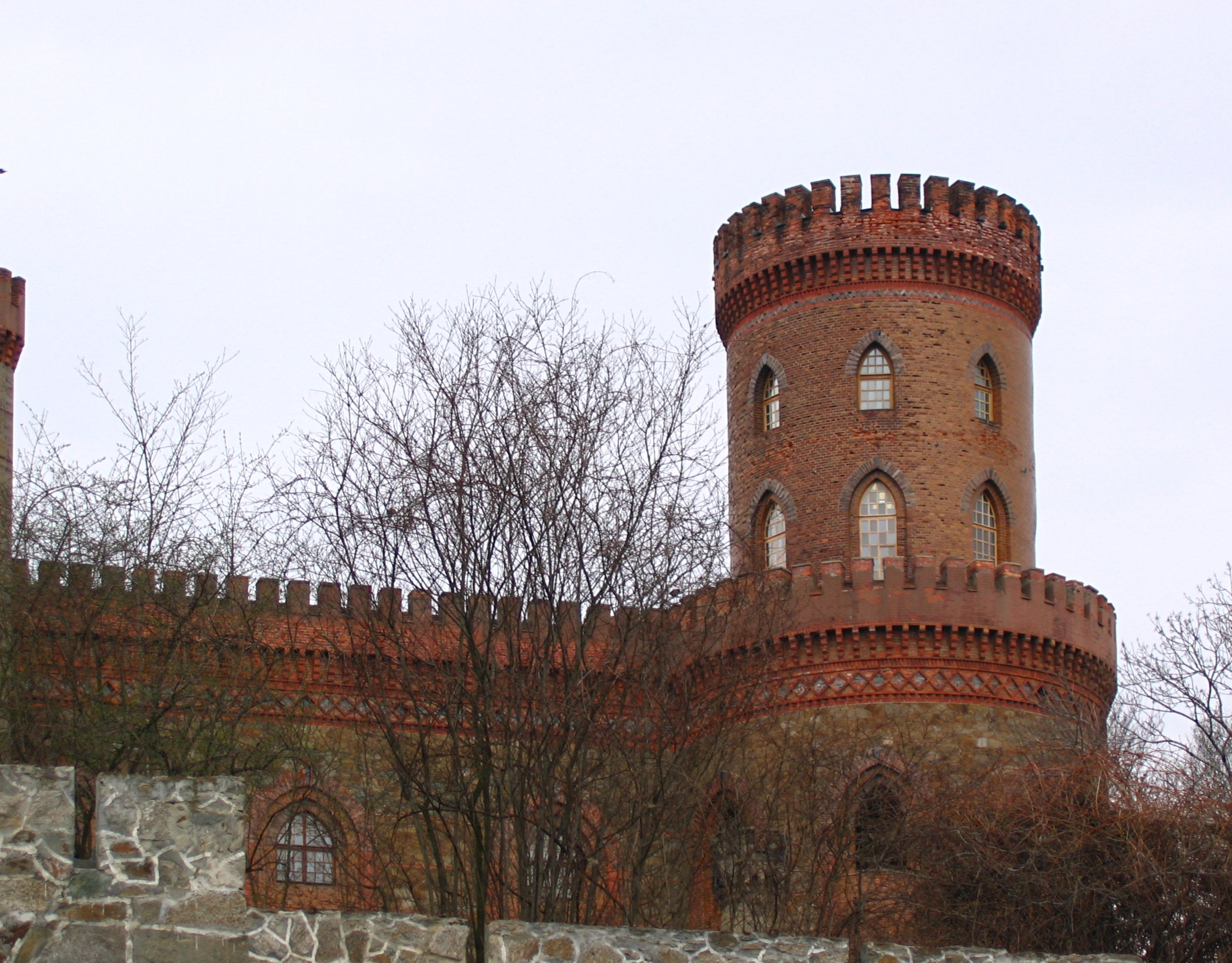
Vue d'une des tours en hiver
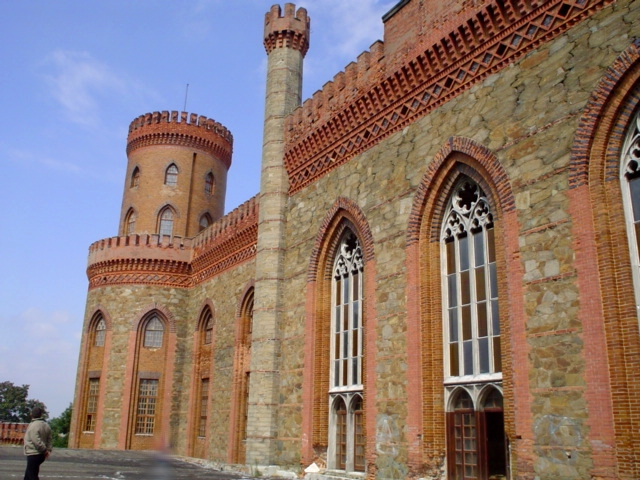
Façade du château
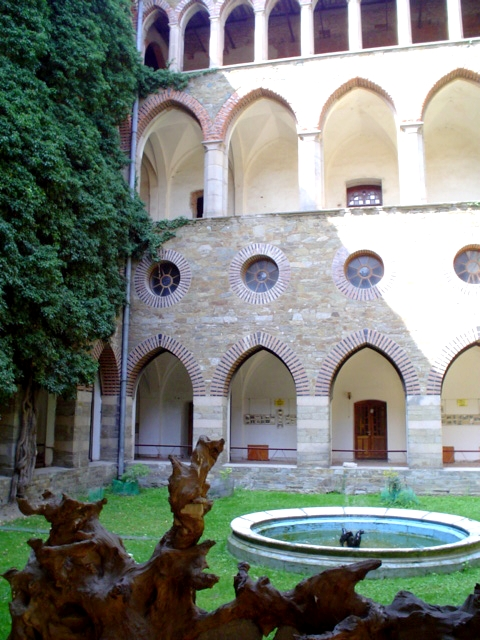
Vue de la cour intérieure rappelant le cloître d'une abbaye
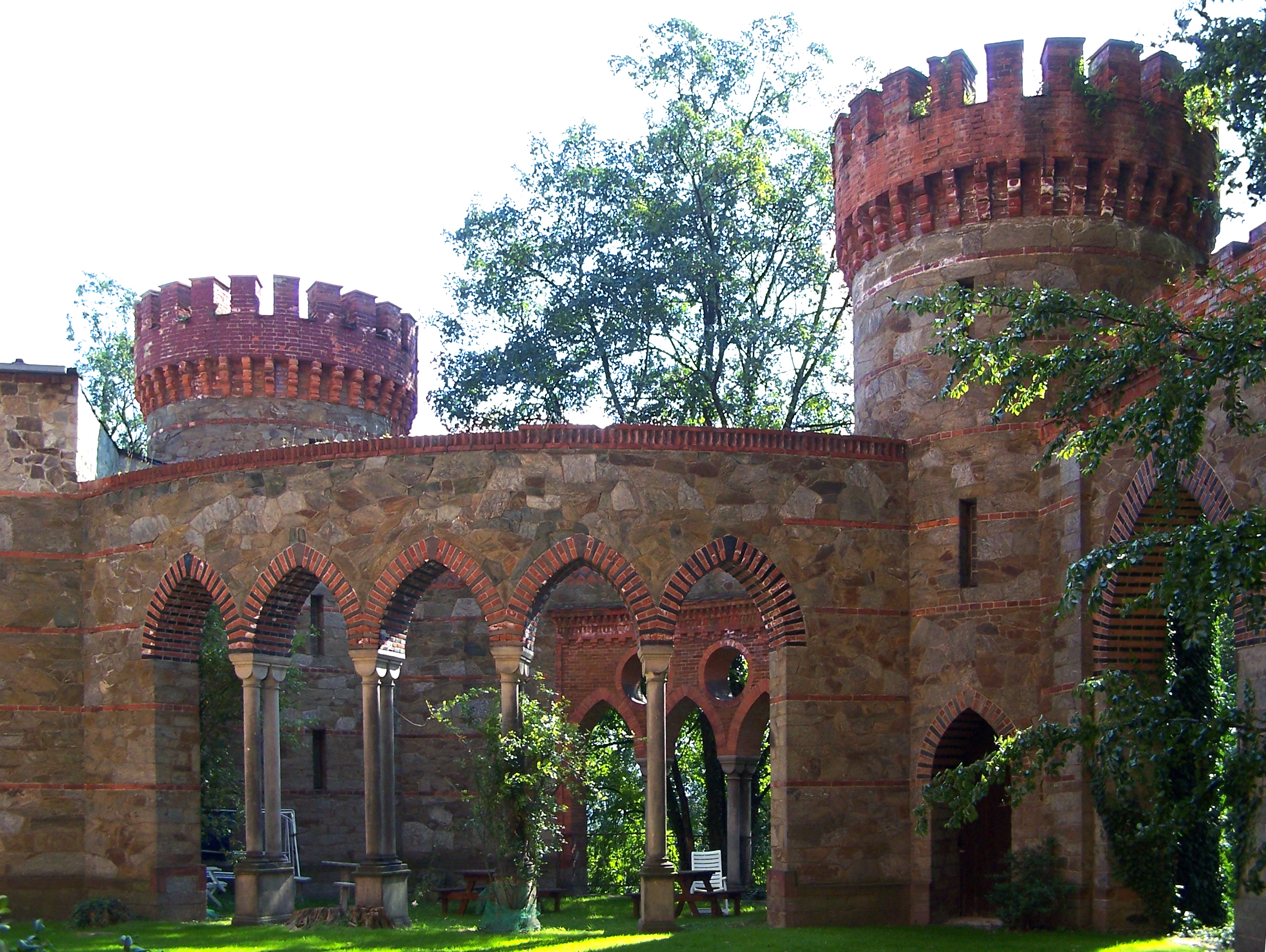
Tours du jardin
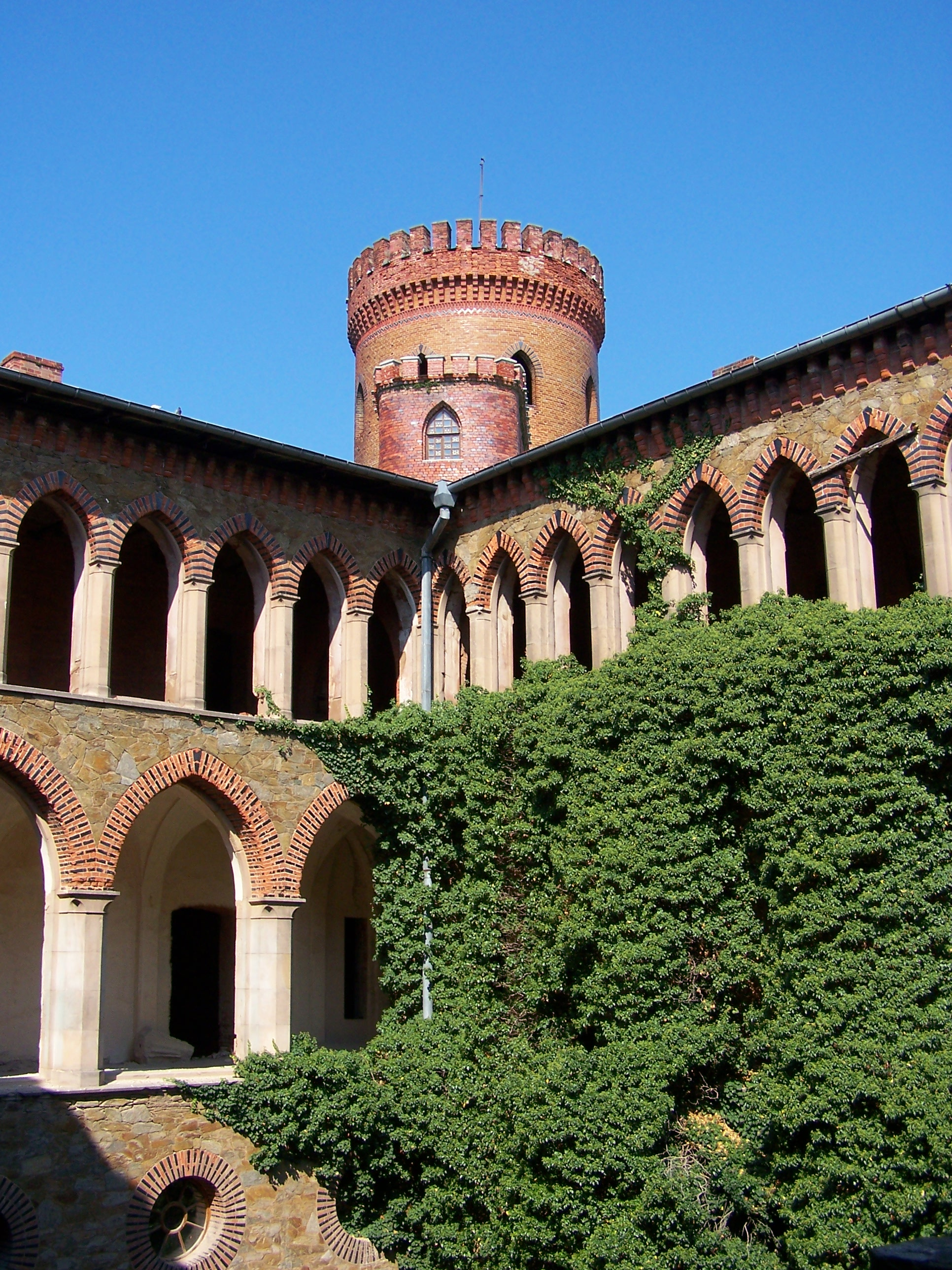
Vue des galeries